# La isla del cangrejo
La isla del cangrejo (en basc Karramarro Uhartea) és una pel·lícula d'animació espanyola dirigida per Txabi Basterretxea i Joxean Muñoz en el 2000. És una producció íntegrament feta a Euskadi i els seus creadors són els mateixos que els del curtmetratge Tortolika eta Tronbon de 1996. Es va estrenar en la XI Setmana de Cinema Fantàstic i de Terror de Sant Sebastià i va ser guardonada amb un premi Goya en 2001 a millor pel·lícula d'animació.

## Argument
Dimitri, capità del vaixell "El Caín", és l'únic pirata que no sap cantar i això sempre li ha perseguit igual que la reputació del seu amic ja mort Macaos.
El Caín es trobarà immers en una gran aventura on trobaran una esfera i un lloro que els portaran fins al tresor de Macaos, no obstant això el que no sabien és que aquest estava sent custodiat per la filla del difunt, Loreley, que l'havia amagat en l'Esfinx aprofitant la petita grandària de les monedes.
Aquesta en sentir-se amenaçada per Dimitri escapa amb els diners arribant a l'illa del Cranc on és assaltada per Walker i els seus sequaços, els quals anteriorment havien pres l'illa capturant a les persones per a convertir-los en esclaus.
El capità Dimitri i els seus companys creen un pla per a desarmar a Walker i s'infiltren en la fortalesa. Per primera vegada, gràcies a la seva veu tan tempestuosa, Dimitri aconsegueix salvar a tots els esclaus, als seus amics i a Loreley. A més, amb l'ajut del lloro que podia canviar de grandària tant objectes com éssers, els diners no va acabar en mans de Walker, el qual va caure a la mar amb tota la seva tripulació intentant fugir de l'illa.

## Personatges principals
- Dimitri: Pirata de complexió robusta, bastant brut i molt maldestre a l'hora de caminar pel seu vaixell ja que sempre fica la cama de fusta en els forats.
- Loreley: És la filla òrfena de Macaos i una dona negra. És una pirata jove que es donava per morta ja que el seu pare ho va planejar tot perquè no la trobessin juntament amb els diners. Al final de la pel·lícula acaba enamorant-se de Dimitri.
- Walker: Antagonista de la pel·lícula. És un home malèvol que té a tota l'illa sotmesa i s'aprofita d'això per a traficar amb el mercat d'esclaus.

## Veus
- Narrador: Alfredo Landa
- Dimitri: Juan Carlos Loriz
- Loreley: Maribel Legarreta
- Walker: José Mari Moscoso
- Ma: Isabel del Palacio
- Porto: Mañu Elizondo
- Lloro: Íñigo Puignau

## Reconocimiento
- Goya a la millor pel·lícula d'animació de 2001.[3]